# Olof Jacobsen
Olof (Olaf) Jacobsen (24. marts 1888 i Hønefoss – 2. marts 1969 i Halden) var en norsk gymnast som deltog i OL 1912 i Stockholm.
Jacobsen vandt en bronzemedalje i gymnastik under OL 1912 i Stockholm. Han var med på det norske hold som kom på en tredjeplads efter Sverige og Danmark. Hold fra tre nationer var med i konkurrencen, der blev afholdt på Stockholms Stadion. 